# Lissonota amabilis
Lissonota amabilis är en stekelart som beskrevs av Heinrich Habermehl 1918.
Lissonota amabilis ingår i släktet Lissonota och familjen brokparasitsteklar. Inga underarter finns listade i Catalogue of Life.